# Бернате Тичино
Берна̀те Тичѝно (на италиански: Bernate Ticino, на западноломбардски: Bernàa, Бернаа) е малко градче и община в Северна Италия, провинция Милано, регион Ломбардия. Разположено е на 130 m надморска височина. Населението на общината е 3057 души (към 2012 г.).